# سفر ملاخي
سفر ملاخي هو أحد اسفار التناخ والعهد القديم، وهو الكتاب الأخير بين أسفار الأنبياء حسبما هو موجود في التناخ. قانونيا آخر صغار الأنبياء. في الترتيب المسيحي فإن تجميع الكتب النبوية هو الجزء الأخير من العهد القديم، مما يجعل ملاخي آخر كتاب قبل العهد الجديد.
يُنسب الكتاب عادةً إلى نبي باسم «ملاخي»، حيث يُفهم عنوانه كثيرًا على أنه اسم علم، على الرغم من أن معناه العبرية هو ببساطة «رسولي» (يقرأ السبعينية «رسوله») وقد لا يكون اسم المؤلف على الإطلاق. يظهر الاسم في الكتابة العلوية في 1: 1 وفي 3: 1، على الرغم من أنه من المستبعد جدًا أن تشير الكلمة إلى نفس الحرف في كلا هذين المرجعين. وبالتالي، هناك جدل كبير حول هوية مؤلف الكتاب. أحد الترجوم يعرف عزرا (أو Esdras) على أنه مؤلف ملاخي. يقترح الكاهن والمؤرخ جيروم أن هذا قد يكون لأن عزرا يُنظر إليه على أنه وسيط بين الأنبياء و «المجمع الكبير». ومع ذلك، لا يوجد دليل تاريخي حتى الآن لدعم هذا الادعاء.
يلاحظ بعض العلماء صلات بين زكريا 9-14 وكتاب ملاخي. زكريا 9، زكريا 12، وملاخي 1 كلها مقدمة على أنها كلمة إلوهيم. يجادل بعض العلماء بأن هذه المجموعة تتكون في الأصل من ثلاث نبوءات مستقلة ومجهولة المصدر، تم إلحاق اثنتين منها في وقت لاحق بسفر زكريا على أنها ما يشيرون إليه باسم Deutero-Zechariah، والثالث أصبح كتاب ملاخي. نتيجة لذلك، يعتبر معظم العلماء أن كتاب ملاخي هو عمل مؤلف واحد قد يكون أو لا يكون قد تم تحديده بالعنوان ملاخي. نتج عن التقسيم الحالي للأوراكل ما مجموعه 12 كتابًا من صغار الأنبياء، وهو عدد يوازي أبناء يعقوب الذين أصبحوا رؤساء القبائل الـ 12 الإسرائيليين. تؤكد "الموسوعة الكاثوليكية" أننا لا شك بوجود اختصار لاسم مالاخية، أي رسول إلوهيم."

## المؤلف
لا يُعرف سوى القليل عن سيرة مؤلف كتاب ملاخي على الرغم من أنه قد يكون من اللاويين. تمت كتابة سفري زكريا وحجي في عهد عزرا (راجع 5: 1)؛ ربما هذا قد يفسر أوجه التشابه في الأسلوب.
وفقًا لمحرري 1897 قاموس إيستون للكتاب المقدس يعتقد بعض العلماء أن اسم "ملاخي" ليس اسم علم ولكنه اختصار لعبارة "رسول يهوه". يمكن أن تكون هذه القراءة استنادًا إلى ملاخي 3: 1، "هأنذا سأرسل"رسولي"، إذا تم استخدام "رسولي" حرفيًا كاسم "ملاخي".
يعتبر العديد من العلماء أن كلا من زكريا 9-14 وملاخي مجهولان ولذلك تم وضعهما في نهاية كتاب الاثني عشر. يوليوس فلهاوزن ابراهام كوينين، ويجادل فيلهلم جوستاف هيرمان نواك أن ملاخي 1: 1 هو إضافة متأخرة، مشيرًا إلى زكريا 9: 1 و12: 1. ومع ذلك، فإن العلماء الآخرين بما في ذلك محرري «الموسوعة الكاثوليكية» يجادلون بأن الأدلة النحوية تقودنا إلى استنتاج أن ملاخي هو في الواقع اسم.
يأتي تفسير آخر للتأليف من العنوان السبعيني ὲν χειρὶ ἀγγήλου αὐτοῦ والذي يمكن قراءته إما «على يد رسوله» أو «بيد ملاكه». وجدت قراءة «الملاك» صدى لدى آباء الكنيسة والكتاب الكنسيين القدامى، بل إنها أثارت «أغرب الأوهام»، لا سيما بين تلاميذ أوريجانوس الإسكندرية.

## فترة
هناك القليل من التفاصيل التاريخية في كتاب ملاخي. قد يكمن أكبر دليل على تأريخها في حقيقة أن مصطلح الحاكم في العصر الفارسي (pehâ) مستخدم في 1: 8. يشير هذا إلى تاريخ تكوين ما بعد المنفى (أي بعد 538 قبل الميلاد) بسبب استخدام مصطلح الفترة الفارسية ولأن يهوذا كان ملكًا قبل السبي. بما أنه، في نفس الآية، أعيد بناء الهيكل، يجب أن يكون الكتاب أيضًا بعد 515قبل الميلاد. كان ملاخي معروفًا على ما يبدو لمؤلف كتاب سفر يشوع بن سيراخ في أوائل القرن الثاني قبل الميلاد. بسبب تطور الموضوعات في سفر ملاخي، قام معظم العلماء بتعيينه في موقع بعد حجي وزكريا، بالقرب من الوقت الذي جاء فيه عزرا ونحميا، إلى أورشليم عام 445قبل الميلاد.

## هدف
تمت كتابة كتاب ملاخي لتصحيح السلوك الديني والاجتماعي التراخي للإسرائيليين ولا سيما الكهنة - في القدس ما بعد المنفى. على الرغم من أن الأنبياء حثوا شعب يهوذا وإسرائيل على اعتبار نفيهم عقابًا لفشلهم في الحفاظ على عهدهم مع الله، إلا أنه لم يمض وقت طويل بعد عودتهم إلى الأرض وعبادة الهيكل حتى بدأ التزام الشعب بإلههم، مرة أخرى، أن يتلاشى. في هذا السياق، ألقى النبي الذي يُشار إليه عادةً بملاخي نبوته. في 1: 2، جعل ملاخي شعب إسرائيل يشككون في محبة الله لهم. توضح هذه المقدمة للكتاب خطورة الموقف الذي يتناوله ملاخي. تدل خطورة الموقف أيضًا على الأسلوب الديالكتيكي الذي يواجه به ملاخي جمهوره. يشرع ملاخي في اتهام جمهوره بالفشل في احترام الله كما يستحقه الله. إحدى الطرق التي يتجلى بها عدم الاحترام هي من خلال التضحيات المتدنية التي يزعم ملاخي أن الكهنة يقدمونها. في حين أن الله يطلب حيوانات «خالية من العيوب» (لاويين 1: 3، NRSV)، فإن الكهنة، الذين كانوا «يقررون ما إذا كان الحيوان مقبولاً» (ميسون 143)، كانوا يقدمون حيوانات عمياء وعرج ومريضة كذبيحة لأنهم يعتقد أن لا أحد سيلاحظ. في 2: 1، يقول ملاخي أن يهوه سابوت يرسل لعنة على الكهنة الذين لم يكرموه بذبائح حيوانية مناسبة: «الآن، شاهد كيف سأقوم بشل ذراعك ورمي الروث في وجهك - الروث من عندك. احتفالات كبيرة - وتبتعد عنك. ثم تعلم أني أنا من وجهت لك هذا التحذير من نيتي لإلغاء عهدي مع لاوي، يقول يهوه سابوت». في 2:10، يعالج ملاخي قضية الطلاق. في هذا الموضوع، يتعامل ملاخي مع الطلاق على أنه مشكلة اجتماعية («لماذا إذن نحن غير مؤمنين لبعضنا البعض؟»2:10) وكمشكلة دينية («لقد تزوج يهوذا من ابنة إله أجنبي»2:11). على عكس سفر عزرا، يحث ملاخي كل فرد على الثبات أمام زوجة شبابه. ينتقد ملاخي أيضًا جمهوره للتشكيك في عدل الله. يذكرهم أن الله عادل، ويحثهم على أن يكونوا أمناء وهم ينتظرون العدالة. يمضي ملاخي سريعًا للإشارة إلى أن الناس لم يكونوا مخلصين. في الواقع، الناس لا يعطون الله كل ما يستحقه. مثلما قدم الكهنة ذبائح غير مقبولة، كذلك تجاهل الناس تقديم عشورهم الكاملة إلى الله. نتيجة هذه النواقص هي أن الناس يؤمنون أنه لا خير من خدمة الله. يؤكد ملاخي المؤمنين بين جمهوره أنه في علم الآخرات، والخلافات بين أولئك الذين خدموا الله بإخلاص، وأولئك الذين لم سيتضح. ويختتم السفر بالدعوة إلى تعاليم موسى والوعد بعودة إيليا قبل يوم الرب.

## التفسيرات
ينقسم سفر ملاخي إلى ثلاثة فصول في الكتاب المقدس العبري والسبعينية اليونانية وأربعة فصول في الفولغاتا اللاتينية. يتكون الفصل الرابع من فولغاتا من ما تبقى من الفصل الثالث بدءًا من الآية 3:19.

### المسيحية
توفر النسخة القياسية الجديدة المنقحة من الكتاب المقدس عناوين الكتاب على النحو التالي:
| مرجع الآية                 | عنوان                |
| -------------------------- | -------------------- |
| 1: 1                       | (النحت)              |
| 1: 2 - 2: 9                | فضل إسرائيل على ادوم |
| 2: 10-17                   | العهد دنسه يهوذا     |
| 3: 1-7                     | الرسول القادم        |
| 3: 8-18                    | لا تسرقوا الله       |
| 4: 1-5 (3: 19-24 بالعبرية) | يوم الرب العظيم      |

يعتبر غالبية العلماء أن الكتاب يتكون من ستة أقوال مميزة. وفقًا لهذا المخطط، يتكون سفر ملاخي من سلسلة من الخلافات بين يهوه والجماعات المختلفة داخل المجتمع الإسرائيلي. في سياق إصحاحات الكتاب الثلاثة أو الأربعة، تم تبرئة الرب في حين يُدان أولئك الذين لا يلتزمون بشريعة موسى. اقترح بعض العلماء أن الكتاب، ككل، منظم على غرار محاكمة قضائية، أو معاهدة ذات سيادة أو عهد - أحد الموضوعات الرئيسية في جميع أنحاء الكتاب المقدس العبري. تتضمن إدانة النبي للممارسات الدينية في إسرائيل دعوة للحفاظ على فرائض يهوه. يعتمد سفر ملاخي على موضوعات مختلفة موجودة في كتب الكتاب المقدس الأخرى. يناشد ملاخي التنافس بين يعقوب وعيسي وتفضيل يهوه ليعقوب الوارد في سفر التكوين 25-28. يذكر ملاخي جمهوره بأنه، بصفتهم من نسل يعقوب (إسرائيل)، كانوا وما زالوا مفضلين من قبل الله كشعب الله المختار. في النزاع الثاني، يعتمد ملاخي على القانون اللاوي (على سبيل المثال لاويين 1: 3) في إدانة الكاهن لتقديمه ذبائح غير مقبولة. في النزاع الثالث (المتعلق بالطلاق)، من المحتمل أن ينوي مؤلف كتاب ملاخي أن تُفهم حجته على مستويين. يبدو أن ملاخي يهاجم إما ممارسة تطليق الزوجات اليهوديات لصالح الأجنبيات (وهي ممارسة يدينها عزرا بشدة) أو، بدلاً من ذلك، يمكن أن يدين ملاخي ممارسة تطليق الزوجات الأجنبيات لصالح الزوجات اليهوديات (وهي ممارسة روج لها عزرا).). يبدو ملاخي مصرا على أن الجنسية ليست سببًا صحيحًا لإنهاء الزواج، «لأني أكره الطلاق، يقول الرب.». (2:16). في العديد من الأماكن في الكتاب المقدس العبري - ولا سيما سفر هوشع - تم تصوير إسرائيل على أنها زوجة الرب أو عروسه. قد يُفهم أيضًا أن مناقشة ملاكي للطلاق تتوافق مع هذه الاستعارة. يمكن لملاخي أن يحث جمهوره على عدم كسر إيمانهم بيهوه (إله إسرائيل) من خلال تبني آلهة أو أصنام جديدة. من المحتمل جدًا أنه نظرًا لأن شعب يهوذا كانوا يشككون في محبة الرب وعدله (1: 2، 2:17)، فقد يتعرضون لإغراء تبني آلهة غريبة. يقترح ويليام لاسور أنه نظرًا لأن استعادة أرض يهوذا لم تسفر عن أي شيء مثل الروعة المتنبأ بها للعصر المسيحاني الذي تم التنبؤ به، فقد أصبح الناس محبطين تمامًا من دينهم. رسم توضيحي لمجيء رسول الله في 3: 1، بقلم فرانسيسك أوموركو.
وصلة=|تصغير

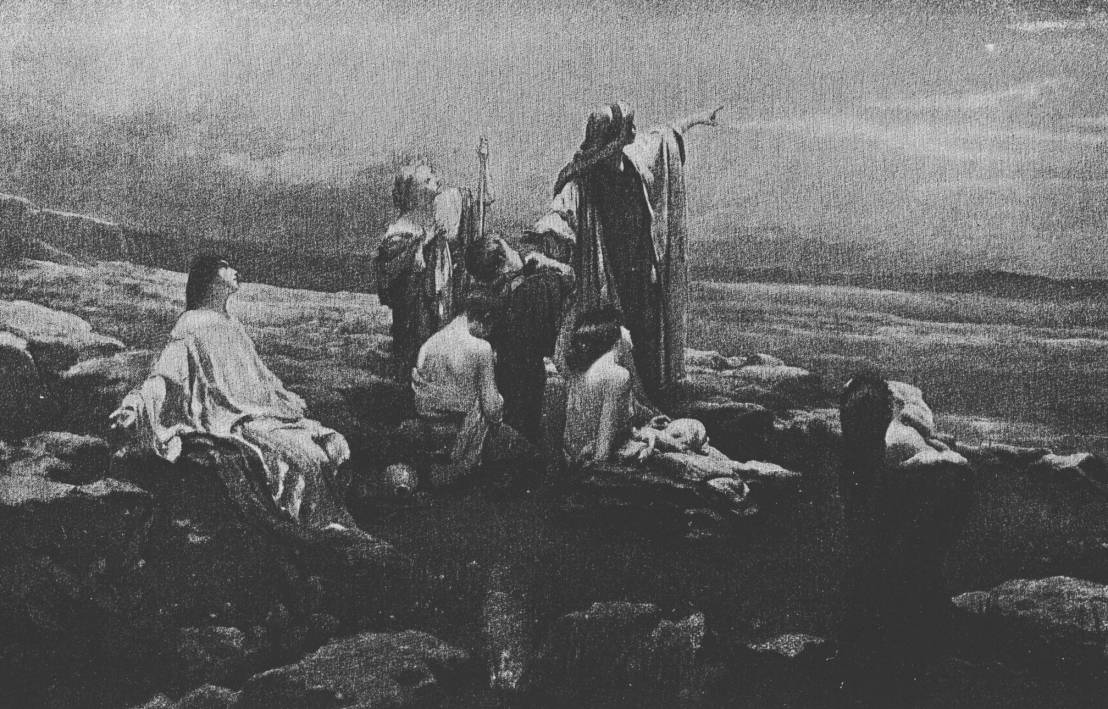
رسم توضيحي لمجيء رسول الله في 3: 1، بقلم فرانسيسك أوموركو.

في الواقع، يؤكد الخلاف الرابع أن الحكم يأتي في صورة رسول "يشبه نار المصفاة ومثل صابون القصب.". (3: 2). بعد ذلك، يقدم النبي مثالًا آخر للخطأ في النزاع الخامس - أي عدم تقديم العشور كاملة. في هذه المناقشة، طلب ملاخي من الرب أن يطلب من الناس "إحضار العشر كاملة وانظر إن كنت لن أفتح لك نوافذ السماء وأصب عليك بركة فاضحة" (3: 10). يتيح هذا الطلب الفرصة للناس لتعديل طرقهم. كما تؤكد أن حفظ فرائض الرب لن يسمح للناس فقط بتجنب غضب الله، بل سيؤدي أيضًا إلى نعمة الله. في الخلاف السادس، يوضح شعب إسرائيل مدى خيبة أملهم. قال لهم ملاخي "" لا جدوى من خدمة الله الآن نحسب المتغطرس سعيد. لا ينجح الأشرار فقط، بل عندما يختبرون الله يهربون "(3: 14-15). مرة أخرى، أكد ملاخي أن الرب يؤكد للناس أن الأشرار سيعاقبون وسيكافأ المؤمنون. في ضوء ما يفهمه ملاخي أنه دينونة وشيكة، فإنه يحث جمهوره على "تذكر تعاليم عبدي موسى، تلك الفرائض والمراسيم التي أمرته بها في حوريب لكل إسرائيل " (4: 4 ؛ 3:22 MT). قبل يوم الرب، يعلن ملاخي أن إيليا (الذي "صعد في زوبعة إلى السماء" 2 ملوك 2:11) سيعود إلى الأرض ليتبع الناس طرق الله. يُشار إلى سفر ملاخي بشكل أساسي بسبب وعده المسياني، كثيرًا في العهد الجديد المسيحي. فيما يلي مقارنة مختصرة بين كتاب ملاخي ونصوص العهد الجديد التي تشير إليه (كما هو مقترح في هيل 84-88).
| ملاخي | العهد الجديد                                                                                       |
| --- | -------------------------------------------------------------------------------------------------- |
| "لكني أحببت يعقوب ولكني كرهت عيسو" (1: 2-3) | "لقد أحببت يعقوب، ولكني أبغضت عيسو". (رومية 9:13)                                                  |
| "وإذا كنت سيدًا، فأين الاحترام يستحق؟" (1: 6) | "لماذا تناديني" يا رب، ولا تفعل ما أقوله لك؟ " (لوقا 6:46)                                         |
| "مائدة يهوه" (1: 7، 12) | "مائدة الرب" (1 كورنثوس 10:21)                                                                     |
| "لأنه من مشرق الشمس إلى مغربها عظيم اسمي بين الأمم" (1: 11) | "لكي يتمجد فيكم اسم ربنا يسوع" (2 تسالونيكي 1:12)                                                  |
| | "يا رب، من لا يخاف ويمجد اسمك؟" (رؤيا 4:15)                                                        |
| "لأن شفتا الكاهن تحفظان العلم، ويطلب الناس التأديب من فمه، لأنه رسول رب الجنود. واما انت فالتفت عن الطريق. لقد تسببت في تعثر الكثيرين بتعليماتك؛ أفسدت عهد لاوي يقول رب الجنود "(2: 7-8). | "فافعلوا ما يعلموك إياه واتبعوه، لكن لا تفعلوا كما يفعلون، لأنهم لا يمارسون ما يعلمون" (متى 23: 3) |
| "أليس كلنا أبًا واحدًا؟" (2:10) | "لكن لنا إله واحد، الآب" (1 كورنثوس 8: 6)                                                          |
| "انظر، إني أرسل رسولي ليهيئ الطريق أمامي" (3: 1) | "انظر، إني أرسل رسولتي أمامك، فيهيئ طريقك" (مرقس 1: 2)                                             |
| | "انظر، أنا أرسل رسولتي أمامك، الذي سيهيئ طريقك أمامك" (متى 11: 10 †، لوقا 7:27)                    |
| "ولكن من يحتمل يوم مجيئه ومن يقف عند ظهوره؟" (3: 2) | "لانه قد جاء يوم غضبهم العظيم ومن يقدر على الصمود." (رؤيا 17: 6)                                   |
| "ويطهر نسل لاوي وينقيهم كالذهب والفضة" (3: 3) | "لكي تكون أصالة إيمانك. أغلى من الذهب الذي، رغم فساده، تختبره بالنار.." (1 بطرس 1: 7)              |
| "على الذين يضطهدون أجور العمال" (3: 5) | "استمع! أجرة العمال الذين جزّوا حقلك التي كنت تبطلها بالتزوير "(يعقوب 5: 4)                         |
| "لأني يا رب لا أتغير." (3: 6) | "يسوع المسيح هو نفسه أمس واليوم وإلى الأبد." (عبرانيين 13: 8)                                      |
| "ارجعوا إليّ فارجع إليكم" (3: 7). | "اقتربوا إلى الله فيقترب إليكم" (يعقوب 4: 8)                                                       |
| "وَأَمَّا أَنْتُمْ أَنْ تَتَقِيمُوا اسْمِي فَتَشْرِقُ شمسُ الْبِرِّ" | "برحمة إلهنا الرقيقة يشرق علينا الفجر من العلاء" (لوقا 1: 78)                                      |
| "ها أنا أرسل إليك إيليا النبي قبل مجيء يوم الرب العظيم المخوف." (4: 5) | "هو إيليا الذي سيأتي". (متى 11:14)                                                                 |
| | "قد جاء إيليا" (متى 17:12)                                                                         |
| | "لقد جاء إيليا" (مرقس 13: 9).                                                                      |
| "ها أنا أرسل إليك إيليا النبي قبل مجيء يوم الرب العظيم المخوف. فيرد قلب الآباء على الأبناء وقلب الأبناء على آبائهم. لئلا آتي وأضرب الأرض بلعنة. "(4: 5-6)                                 | "بروح إيليا وقوته يسير أمامه ليرد قلوب الوالدين إلى أولادهم والعصيان لحكمة الأبرار" (لوقا 1:17)    |

على الرغم من أن العديد من المسيحيين يعتقدون أن نبوءات كتاب ملاخي المسيانية قد تحققت في حياة يسوع الناصري وخدمته وتجليه وموته وقيامته، إلا أن معظم اليهود ما زالوا ينتظرون مجيء النبي إيليا الذي سوف يمهد الطريق لمجيء الرب.

## الاصحاح 3:1
3 :1 هانذا أرسل ملاكي فيهيء الطريق امامي و يأتي بغتة إلى هيكله السيد الذي تطلبونه و ملاك العهد الذي تسرون به هوذا يأتي قال رب الجنود
يقول الترجوم "بيد ملاكي الذي يدعى عزرا الكاتب". ترجوم يوناثان بن عزيئيل، عن عبارة "على يد ملاخي" (1: 1)، يعطي الشرح "الذي اسمه عزرا الكاتب". وباحتمال متساوٍ، تم التعرف على ملاخي مع مردخاي ونحميا وزربابل. سبتمبر، كما ذكرنا سابقًا، يقول "بملاخي" (ملا 1: 1)، "بيد ملاكه". ويبدو أن هذه الترجمة أدت إلى فكرة أن ملاخي، وكذلك حجي ويوحنا المعمدان، كانوا ملاكًا في شكل إنسان.